# Guillermo Yávar
Guillermo Yávar Romo (Santiago, 1943. március 26. –) chilei válogatott labdarúgó, edző.

## Pályafutása

### A válogatottban
1964 és 1974 között 26 alkalommal szerepelt a chilei válogatottban és 2 gólt szerzett. Részt vett az 1966-os és az 1974-es világbajnokságon.

## Sikerei, díjai
Universidad de Chile
- Chilei bajnok (2): 1967, 1969

Unión Española
- Chilei bajnok (1): 1973

Egyéni
- A chilei bajnokság gólkirálya (1): 1973